# 부남초등학교 중기분교
부남초등학교 중기분교는 경상북도 청송군 부남면 중기리에 있었던 초등학교 분교이다.

## 연혁
- 일자미상 부남국민학교 중기분교 설립 인가
- 1947년 4월 10일 중기분교장 개교
- 1949년 9월 1일 중기국민학교 승격 분리
- 1967년 4월 1일 도서벽지학교 '병'급 지정
- 1985년 3월 1일 부남국민학교 분교장 격하 편입, 5학급 편성
- 1986년 1월 1일 도서벽지학교 '다'급 조정
- 1989년 9월 1일 도서벽지학교 '라'급 조정
- 1994년 3월 1일 부남국민학교 분교장 격하 편입
- 1996년 3월 1일 부남초등학교 중기분교 개편
- 1996년 3월 1일 제41회 졸업식(누계: 1,070명)
- 1996년 3월 1일 폐교 및 부남초등학교 통폐합